# Pierre Vellas
Pierre Vellas (ur. 1924, zm. 2005) – profesor prawa międzynarodowego na uniwersytecie w Tuluzie i Algierze, zaangażowany w przygotowanie programów rozwoju gospodarki w Maroku i Algierii. Twórca pierwszego na świecie uniwersytetu trzeciego wieku w Tuluzie (1973).